# Mahnertmühle
Die Mahnertmühle ist eine ehemalige Mühle in Haan, Kreis Mettmann. Die Mühle liegt am Scheidebach, der ab der Mühle Mahnertbach (Mahnerter Bach) heißt. Heute wird in der Mühle ein Restaurant betrieben. Das Haupthaus steht seit 1982 unter Denkmalschutz.

## Geschichte
Die Mühle wurde am 6. Januar 1906 von der Familie Kolk an Julius Paulus und dessen Ehefrau Johanne geborene Kortenhaus für 36.000 Goldmark verkauft. Zur damaligen Zeit bestand der Betrieb aus Getreideschrotmühle, Landwirtschaft, Schleifkotten, Kolonialwarenhandlung und Schankwirtschaft. 1908 wurde die Mühle stillgelegt, für den Ersten Weltkrieg wurde sie vorübergehend wieder in Betrieb genommen. 1918 wurde die Mühle endgültig stillgelegt.
Früher gab es einen zur Mühle gehörenden Gondelteich, dieser Teich ist jedoch nicht mehr vorhanden.
Die Siedlung Mahnert wurde urkundlich zuerst 1372 genannt, die Mahnertmühle bestand nach einigen Urkunden schon im 15. Jahrhundert, allerdings wurde sie erst 1715 in der ersten topografischen Landkarte des Bergischen Landes aufgezeichnet.

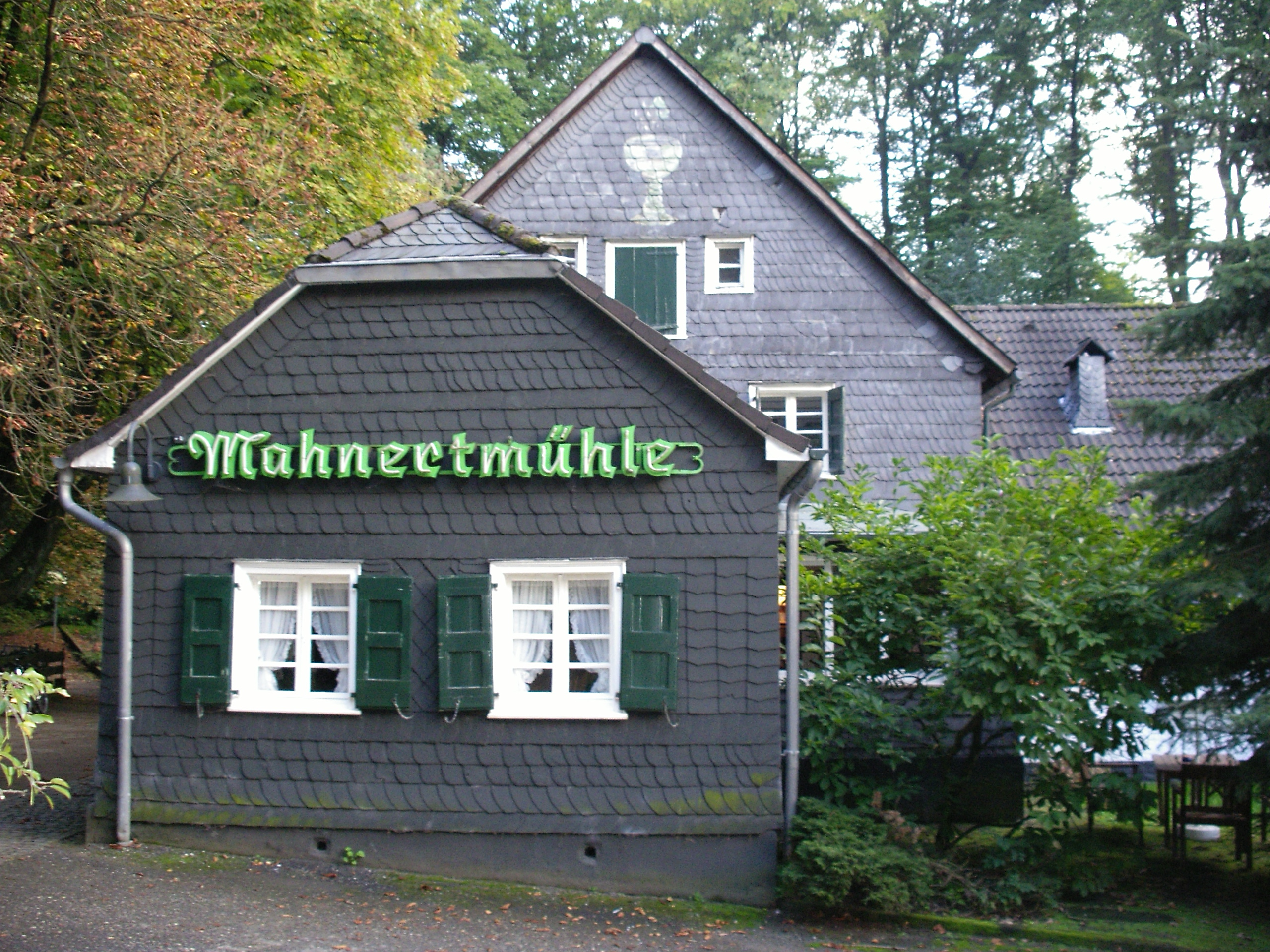
Mahnertmühle
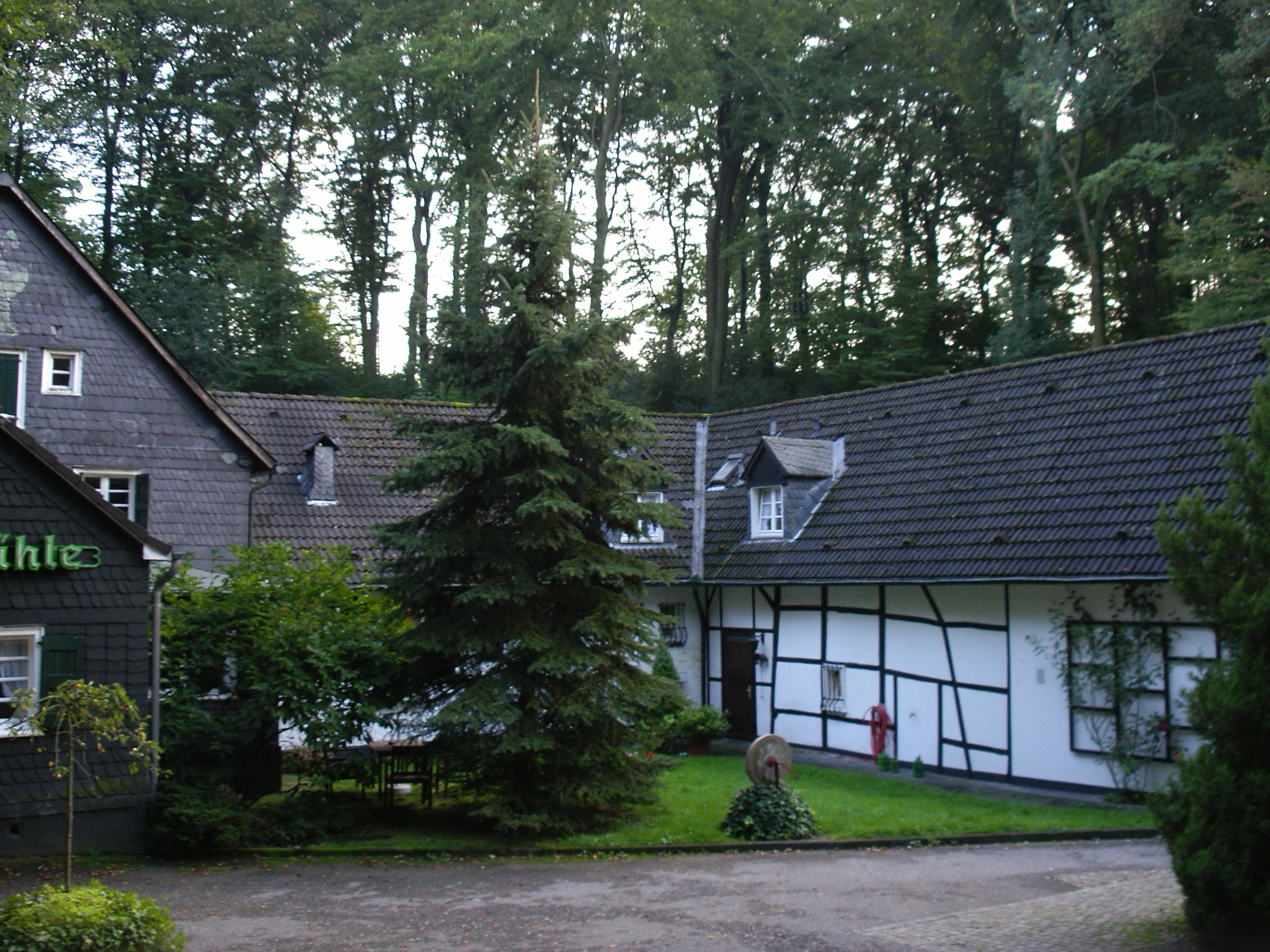
Mahnertmühle, vorne in der Mitte ein Mühlstein